# Církev Křesťanská společenství
Církev Křesťanská společenství (oficiální název, pod kterým církev registrovalo Ministerstvo kultury ČR v roce 2002) (často zkracován jako KS), patří mezi evangelikální církve. Jednotlivé sbory se často prezentují pod vlastními názvy, např.: Křesťanské společenství Praha, Křesťanské společenství Brno, Křesťanské společenství Mozaika, apod. V současné době církev sdružuje 24 sborů a 18 misijních skupin, má přibližně 2500 členů.

## Teologie
Je sdružením samostatných sborů a skupin. Věrouka i praxe se u jednotlivých sborů liší.[zdroj⁠?!] Převažuje charismatická orientace, někdy doplněná spíše o probuzenecké rysy, jindy spíše o charakteristiku Hnutí Víry. Některé sbory mají podobnou orientaci jako baptisté.

## Historie
Centrem hnutí se stala Praha, kde působil Dan Drápal jako vikář sboru Českobratrské církve evangelické v Holešovicích. V roce 1990 vznikla Křesťanská společnost Maniny, později přejmenovaná na Křesťanské společenství Praha.[zdroj⁠?!] Byly zakládány další sbory a působnost se rozšířila na celé Československo. V roce 2002 tyto samostatné sbory vytvořily Církev Křesťanská společenství. Některé sbory se bezprostředně navázaly na Kresťanské spoločenstvo Milosť na Slovensku, označovaly se jako KS Milost. Tyto sbory se roku 2011 osamostatnily a roku 2012 byly registrovány jako Církev víry. Roku 2023 se otevřela možnost k registraci církve na Slovensku. Zde se jedná o sbory vzniklé z misie Jaroslava Kříže, pracovníka KS Milost, dále zesnulého pastora Gabriela Minárika a dalších, mimo jiné i ze sborů Hnutí víry v Maďarsku. Celý proces dokumentoval web Náboženský infoservis. Poukazuje na to, co řeší všechna menší církevní společenství na Slovensku, a sice prokázání počtu nejméně 20 000 zletilých členů, tedy nikoli jen sympatizantů.

## Věřící

Věková struktura Církve Křesťanská společenství v České republice roku 2011